# Abborrtjärnet (Mo socken, Dalsland)
Abborrtjärnet är en sjö i Åmåls kommun i Dalsland och ingår i Göta älvs huvudavrinningsområde. Sjöns area är 0,035 kvadratkilometer och den är belägen 85 meter över havet.